# Coiffaitarctia ockendeni
Coiffaitarctia ockendeni là một loài bướm đêm thuộc phân họ Arctiinae, họ Erebidae.